# Safety Worst
Safety Worst é um curta-metragem mudo norte-americano, realizado em 1915, do gênero comédia, com o ator cômico Oliver Hardy.

## Elenco
- Raymond McKee - Billington Biggs
- Oliver Hardy - Bill Jones (como Babe Hardy)
- Frances Ne Moyer - Jane Hudson